# Kamyschin
Kamyschin (russisch Камы́шин) ist eine Großstadt am rechten Ufer der Wolga im Süden Russlands. Sie liegt am Wolgograder Stausee auf halbem Wege zwischen Saratow und Wolgograd. In Kamyschin mündet das Flüsschen Kamyschinka (russisch Камышинка) in den Stausee. Die Stadt hat 119.565 Einwohner (Stand 14. Oktober 2010) und ist damit der drittgrößte Ort in der Oblast Wolgograd.

## Geschichte
Kamyschin wurde 1668 gegründet, als Zar Alexei Michailowitsch eine Einheit Strelizen in die Mündung von Kamyschinka schickte, und bis zum 18. Jahrhundert zeitweise als Festung zum Schutz des Handelsweges auf der Wolga genutzt.

### Bevölkerungsentwicklung
| Jahr | Einwohner |
| ---- | --------- |
| 1897 | 16.264    |
| 1926 | 18.477    |
| 1939 | 23.981    |
| 1959 | 56.511    |
| 1970 | 97.242    |
| 1979 | 111.565   |
| 1989 | 122.463   |
| 2002 | 127.891   |
| 2010 | 119.565   |

Anmerkung: Volkszählungsdaten

## Wirtschaft
Wichtigster Industriezweig der Stadt ist die Textilindustrie.

## Verkehr
Kamyschin liegt an der Fernstraße R228, die von Sysran über Saratow nach Wolgograd führt.

## Sport
Die Stadt wird durch den Fußballverein FK Tekstilschtschik Kamyschin vertreten, der nach dem Zusammenbruch der Sowjetunion eines der Gründungsmitglieder der neugeschaffenen russischen Obersten Liga gewesen ist.

## Militär
In Kamyschin ist die 56. Luftsturm-Brigade der russischen Luftlandetruppen stationiert.

## Söhne und Töchter der Stadt
- Georg Baier (1870–1938), deutsch-russischer römisch-katholischer Geistlicher und Märtyrer
- Wiktor Tschernow (1873–1952), Politiker
- Aloysius Kappes (1885–1937), Pfarrer
- Dominik Hollmann (1899–1990), Schriftsteller und Dichter
- Wladimir Fere (1902–1971), Komponist
- Alexei Maressjew (1916–2001), Pilot
- Alexander Tschirkow (* 1941), Literaturwissenschaftler
- Denis Kolodin (* 1982), Fußballspieler
- Michail Merkulow (* 1994), Fußballspieler
- Kirill Kolesnitschenko (* 2000), Fußballspieler